# 파티마 알-아켈
파티마 알-아켈(Fatima al-Aqel, 1957년 ~ 2012년 1월 11일)은 장애인들을 위한 활동가였다. 예멘에서 시각장애를 가진 여성들을 지원하는데 그녀는 대부분의 그녀의 활동을 바쳤다. 아랍 인권 협회의 대표, 라자 알-마사비는 다음과 같이 말했는데 그녀의 활동은 예멘의 시각장애를 가진 여성들을 교육하는 핵심이어왔다고 말이다.

## 생애 기록
카이로 대학에서 공부하는 동안, 알-아켈은 그녀의 시력을 잃었다. 그녀의 새로운 장애에도 불구하고, 그녀는 그녀의 학위 과정을 마쳤는데, 미술학 학사 학위증을 받고 이슬람학에서 수료증을 얻으면서 말이다.
1995년에 예멘에서 시각장애 여성을 위한 첫번째 학교를 알-아켈은 열었다. 후에, 1997년에 ‘알-아만 시각장애여성지원기구’(에이오비더블유시)라는 기구를 만들었는데 교육과 노동에서의 시각장애여성의 기회를 신장시키기 위해서 말이다. 예멘이라는 나라는 높은 비율의 시각장애와 눈병을 가지고 있는데,그것들의 대부분이 치료될 수 있다. 하지만 많은 예멘 사람들은 치료비를 감당할 수 없거나, 일부의 경우에, 열악한 의료적 처방을 받고, 그 결과로 실명한다. 2012년에, 약 7만6천 명의 예멘인들이 있다고 추정되었는데, 대부분의 그들이 농촌 지역에 살고 있었다. 예멘에서, 장애인들은 교육받을 기회를 그리고 사회적이고 공공적인 서비스에 접근할 기회를 얻는데 어려운 도전들을 받는다.
예멘의 여성들이 사회의 활동적 부분이 될 수 있기를 그리고 그들의 공부를 지속할 수 있기를 그리고 직장을 얻을 수 있기를 알-아켈은 원했다. 단체 차원에서 에이오비더블유시는 시각장애 여성의 교육을 지원하는데 그들이 사회적이고 정치적 영역에 참여하도록 돕기 위해서 말이다.점자 문해력을 습득하도록 그녀의 단체는 또한 지원한다. 교육부와 다른 비슷한 기관과도 그 단체는 또한 긴밀하게 협력한다. 2001년에, 에오비더블유시 그리고 영국문화이사회 사이의 상호협력협정에 알-아켈은 들어갔다.
2012년에, 발키스[아랍 여왕] 시상식, 매년 2만 달러 상을 알-아켈은 받았는데 그것은 예멘의 여성의 단체의 공헌을 알리기 위해 주어지는 것이다. 알-아켈은 또한 에이오비더블유시에서의 그녀의 활동 덕분에 2013년 사나에서 세 번째 연례행사인 “시각장애인 축제”에서 상을 받았는데 그녀가 노력해서 “시각장애인을 위한 더 포용적이고 배려적인 세상”을 만들기 위해 노력했을 때 말이다.